# Squalus brevirostris
Squalus brevirostis es una especie de elasmobranquio escualiforme de la familia Squalidae.